# The Sin of Nora Moran
Pour plus de détails, voir Fiche technique et Distribution.
The Sin of Nora Moran est un film américain réalisé par Phil Goldstone, sorti en 1933.

## Synopsis
Nora Moran (Zita Johann), une jeune femme au passé difficile, est condamnée à mort pour un meurtre qu'elle n'a pas commis. Elle pourrait facilement révéler la vérité et sauver sa propre vie, si seulement cela n'impliquait pas d'entacher la réputation et de compromettre la carrière et l'avenir de ceux qu'elle aime.

## Fiche technique
- Titre original : The Sin of Nora Moran
- Réalisation : Phil Goldstone
- Scénario : Frances Hyland et W. Maxwell Goodhue, d'après la pièce de théâtre Burnt Offering de Goodhue
- Musique : Abe Meyer (en) et Heinz Roemheld
- Photographie : Ira H. Morgan
- Montage : Otis Garrett
- Direction artistique : Ralph Oberg (en)
- Production : Phil Goldstone et Larry Darmour (en)
- Société de production : Larry Darmour Productions
- Société de distribution : Majestic Pictures
- Pays de production :  États-Unis
- Format : noir et blanc
- Genre : policier, drame
- Durée : 65 minutes (1 h 5)
- Date de sortie : 
  - États-Unis : 13 décembre 1933

## Distribution
- Zita Johann : Nora Moran
- John Miljan : Paulino

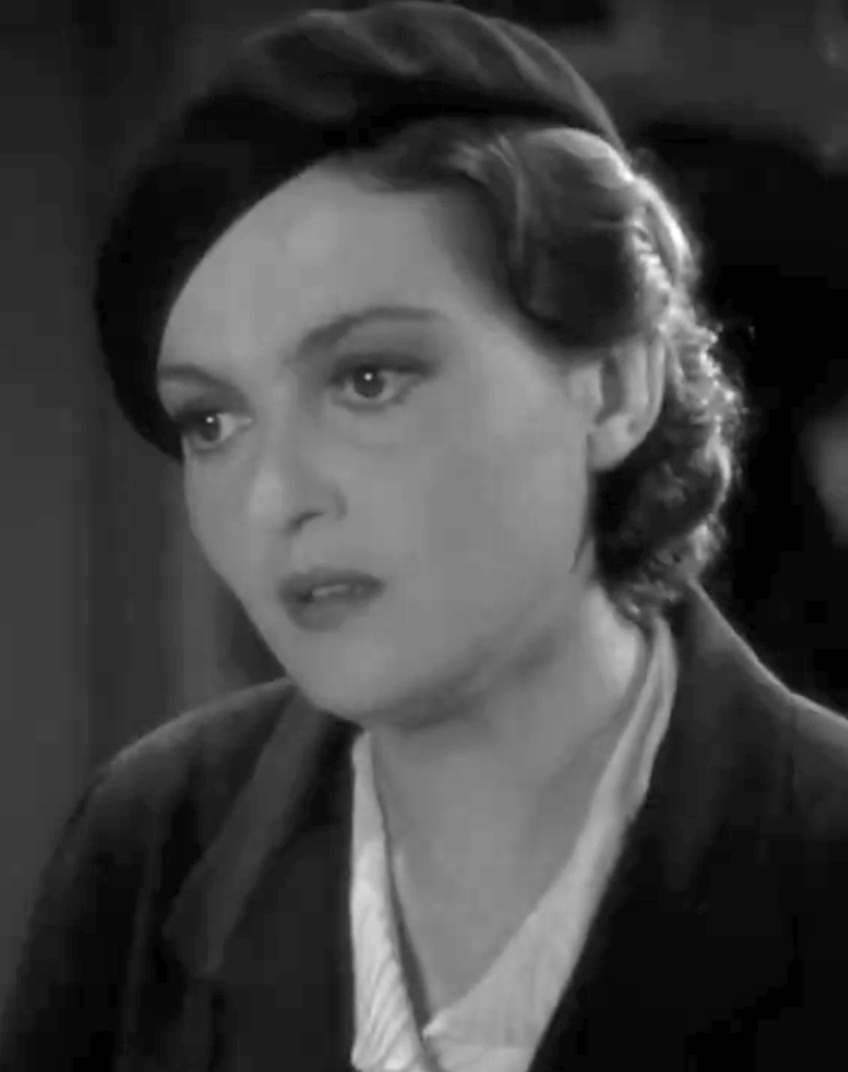
Zita Johann dans une scène du film.

- Alan Dinehart : procureur de district John Grant
- Paul Cavanagh : gouverneur Dick Crawford
- Claire Du Brey : Mme Edith Crawford
- Sarah Padden : Mme Watts
- Henry B. Walthall : Père Ryan
- Otis Harlan : M. Moran
- Aggie Herring : Mme Moran
- Cora Sue Collins (en) : Nora Moran, enfant
- Joseph W. Girard : le capitaine des détectives
- Ann Brody : Sadie
- Rolfe Sedan : le régisseur
- Harvey Clark
- Syd Saylor

## Autour du film
- L'affiche du film a été réalisée par le peintre péruvien Alberto Vargas connu pour ses images de pin-up.